# Lijst van zwemrecords 100 meter schoolslag vrouwen
Dit is een overzicht van de verschillende zwemrecords op de 100 meter schoolslag bij de vrouwen, onderverdeeld in de langebaan (50 meter) en de kortebaan (25 meter).

## Langebaan (50 meter)

### Ontwikkeling wereldrecord
| Nr. | Naam                   | Land                           | Tijd    | Datum             | Plaats          |
| --- | ---------------------- | ------------------------------ | ------- | ----------------- | --------------- |
|     | Lilly King             | Verenigde Staten               | 1.04,13 | 25 juli 2017      | Boedapest       |
|     | Rūta Meilutytė         | Litouwen                       | 1.04,35 | 29 juli 2013      | Barcelona       |
|     | Jessica Hardy          | Verenigde Staten               | 1.04,45 | 7 augustus 2009   | Federal Way     |
|     | Rebecca Soni           | Verenigde Staten               | 1.04,84 | 27 juli 2009      | Rome            |
|     | Leisel Jones           | Australië                      | 1.05,09 | 20 maart 2006     | Melbourne       |
|     | Leisel Jones           | Australië                      | 1.05,71 | 3 februari 2006   | Melbourne       |
|     | Jessica Hardy          | Verenigde Staten               | 1.06,20 | 25 juli 2005      | Montréal        |
|     | Leisel Jones           | Australië                      | 1.06,37 | 21 juli 2003      | Barcelona       |
|     | Penelope Heyns         | Zuid-Afrika                    | 1.06,52 | 23 augustus 1999  | Sydney          |
|     | Penelope Heyns         | Zuid-Afrika                    | 1.06,95 | 18 juli 1999      | Los Angeles     |
|     | Penelope Heyns         | Zuid-Afrika                    | 1.06,99 | 18 juli 1999      | Los Angeles     |
|     | Penelope Heyns         | Zuid-Afrika                    | 1.07,02 | 21 juli 1996      | Atlanta         |
|     | Penelope Heyns         | Zuid-Afrika                    | 1.07,46 | 4 maart 1996      | Durban          |
|     | Sam Riley              | Australië                      | 1.07,69 | 9 september 1994  | Rome            |
|     | Silke Hörner           | Duitse Democratische Republiek | 1.07,91 | 21 augustus 1987  | Straatsburg     |
|     | Sylvia Gerasch         | Duitse Democratische Republiek | 1.08,11 | 21 augustus 1986  | Madrid          |
|     | Sylvia Gerasch         | Duitse Democratische Republiek | 1.08,29 | 23 augustus 1984  | Moskou          |
|     | Ute Geweniger          | Duitse Democratische Republiek | 1.08,51 | 25 augustus 1983  | Rome            |
|     | Ute Geweniger          | Duitse Democratische Republiek | 1.08,60 | 8 september 1981  | Split           |
|     | Ute Geweniger          | Duitse Democratische Republiek | 1.09,39 | 2 juli 1981       | Oost-Berlijn    |
|     | Ute Geweniger          | Duitse Democratische Republiek | 1.09,52 | 9 april 1981      | Gera            |
|     | Ute Geweniger          | Duitse Democratische Republiek | 1.10,11 | 24 juli 1980      | Moskou          |
|     | Ute Geweniger          | Duitse Democratische Republiek | 1.10,20 | 26 mei 1980       | Maagdenburg     |
|     | Yuliya Bogdanova       | Sovjet-Unie                    | 1.10,31 | 22 augustus 1978  | West-Berlijn    |
|     | Hannelore Anke         | Duitse Democratische Republiek | 1.10,86 | 22 juli 1976      | Montréal        |
|     | Hannelore Anke         | Duitse Democratische Republiek | 1.11,11 | 22 juli 1976      | Montréal        |
|     | Carola Nitschke        | Duitse Democratische Republiek | 1.11,93 | 2 juni 1976       | Oost-Berlijn    |
|     | Renate Vogel           | Duitse Democratische Republiek | 1.12,28 | 1 september 1974  | Concord         |
|     | Christel Justen        | West-Duitsland                 | 1.12,55 | 23 augustus 1974  | Wenen           |
|     | Renate Vogel           | Duitse Democratische Republiek | 1.12,91 | 22 augustus 1974  | Wenen           |
|     | Cathy Carr             | Verenigde Staten               | 1.13,58 | 2 september 1972  | München         |
|     | Catie Ball             | Verenigde Staten               | 1.14,2  | 25 augustus 1968  | Los Angeles     |
|     | Catie Ball             | Verenigde Staten               | 1.14,6  | 19 augustus 1967  | Philadelphia    |
|     | Catie Ball             | Verenigde Staten               | 1.14,8  | 31 juli 1967      | Winnipeg        |
|     | Catie Ball             | Verenigde Staten               | 1.15,6  | 7 juli 1967       | Santa Clara     |
|     | Catie Ball             | Verenigde Staten               | 1.15,6  | 28 december 1966  | Fort Lauderdale |
|     | Galina Prozumenshikova | Sovjet-Unie                    | 1.15,7  | 17 juli 1966      | Leningrad       |
|     | Svetlana Babanina      | Sovjet-Unie                    | 1.16,5  | 11 mei 1965       | Tasjkent        |
|     | Svetlana Babanina      | Sovjet-Unie                    | 1.17,2  | 3 september 1964  | Moskou          |
|     | Claudia Kolb           | Verenigde Staten               | 1.17,9  | 11 juli 1964      | Los Angeles     |
|     | Barbara Göbel          | Duitse Democratische Republiek | 1.18,2  | 1 juli 1961       | Rostock         |
|     | Ursula Küper           | Duitse Democratische Republiek | 1.19,0  | 14 juli 1960      | Leipzig         |
|     | Wiltrud Urselmann      | West-Duitsland                 | 1.19,1  | 12 maart 1960     | Zürich          |
|     | Karin Beyer            | DDR                            | 1.19,6  | 12 september 1958 | Leipzig         |
|     | Karin Beyer            | DDR                            | 1.20,3  | 20 juli 1958      | Oost-Berlijn    |
|     | Éva Székely            | Hongarije                      | 1.16,9  | 9 mei 1951        | Moskou          |
|     | Gisele Vallerey        | Frankrijk                      | 1.17,4  | 23 april 1950     | Casablanca      |
|     | Nel van Vliet          | Nederland                      | 1.18,2  | 28 april 1947     | Arnhem          |
|     | Nel van Vliet          | Nederland                      | 1.19,0  | 1 augustus 1946   | Den Haag        |
|     | Nel van Vliet          | Nederland                      | 1.19,4  | 29 juli 1946      | Aalst           |
|     | Gisela Grass           | nazi-Duitsland                 | 1.19,8  | 9 mei 1943        | Leipzig         |
|     | Hanni Hölzner          | nazi-Duitsland                 | 1.20,2  | 13 maart 1936     | Plauen          |
|     | Valborg Christensen    | Denemarken                     | 1.22,8  | 8 maart 1936      | Düsseldorf      |
|     | Hanni Hölzner          | nazi-Duitsland                 | 1.23,4  | 16 februari 1936  | Halle           |
|     | Hanni Hölzner          | Duitse Rijk                    | 1.24,5  | 15 januari 1935   | Kopenhagen      |
|     | Clare Dennis           | Australië                      | 1.24,6  | 14 februari 1933  | Unley           |
|     | Else Jacobsen          | Denemarken                     | 1.26,0  | 11 mei 1932       | Stockholm       |
|     | Else Jacobsen          | Denemarken                     | 1.26,2  | 10 april 1932     | Kopenhagen      |
|     | Lotte Mühe             | Weimarrepubliek                | 1.26,3  | 9 juni 1928       | Maagdenburg     |
|     | Agnes Geraghty         | Verenigde Staten               | 1.28,8  | 13 februari 1926  | St. Augustine   |
|     | Erna Huneus            | Weimarrepubliek                | 1.29,0  | 4 oktober 1925    | Aken            |
|     | Irene Gilbert          | Groot-Brittannië               | 1.31,8  | 30 oktober 1924   | Rotherham       |
|     | Doris Hart             | Groot-Brittannië               | 1.33,4  | 23 augustus 1922  | Aldershot       |
|     | E. Van Den Bogaert     | België                         | 1.37,6  | 22 juli 1921      | Brussel         |

### OntwikkelingOlympischrecord
| Nr. | Naam                | Land                           | Tijd    | Datum             | Plaats         |
| --- | ------------------- | ------------------------------ | ------- | ----------------- | -------------- |
|     | Tatjana Schoenmaker | Zuid-Afrika                    | 1.04,82 | 25 juli 2021      | Tokio          |
|     | Lilly King          | Verenigde Staten               | 1.04,93 | 25 juli 2021      | Rio de Janeiro |
|     | Leisel Jones        | Australië                      | 1.05,17 | 12 augustus 2008  | Peking         |
|     | Leisel Jones        | Australië                      | 1.05,64 | 10 augustus 2008  | Peking         |
|     | Luo Xuejuan         | China                          | 1.06,64 | 16 augustus 2004  | Athene         |
|     | Leisel Jones        | Australië                      | 1.06,78 | 15 augustus 2004  | Athene         |
|     | Penelope Heyns      | Zuid-Afrika                    | 1.07,02 | 21 juli 1996      | Atlanta        |
|     | Tania Dangalakova   | Bulgarije                      | 1.07,95 | 23 september 1988 | Seoel          |
|     | Tania Dangalakova   | Bulgarije                      | 1.08,35 | 23 september 1988 | Seoel          |
|     | Silke Hörner        | Duitse Democratische Republiek | 1.08,35 | 23 september 1988 | Seoel          |
|     | Petra van Staveren  | Nederland                      | 1.09,88 | 2 augustus 1984   | Los Angeles    |
|     | Ute Geweniger       | Duitse Democratische Republiek | 1.10,11 | 24 juli 1980      | Moskou         |
|     | Hannelore Anke      | Duitse Democratische Republiek | 1.10,86 | 22 juli 1976      | Montréal       |
|     | Hannelore Anke      | Duitse Democratische Republiek | 1.11,11 | 22 juli 1976      | Montréal       |
|     | Cathy Carr          | Verenigde Staten               | 1.13,58 | 2 september 1972  | München        |
|     | Cathy Carr          | Verenigde Staten               | 1.15,00 | 1 september 1972  | München        |
|     | Galina Stepanova    | Sovjet-Unie                    | 1.15,89 | 1 september 1972  | München        |
|     | Djurdjica Bjedov    | Joegoslavië                    | 1.15,8  | 19 oktober 1968   | Mexico-Stad    |
|     | Ana Maria Norbis    | Uruguay                        | 1.16,7  | 18 oktober 1968   | Mexico-Stad    |
|     | Sharon Wichman      | Verenigde Staten               | 1.16,8  | 18 oktober 1968   | Mexico-Stad    |
|     | Ana Maria Norbis    | Uruguay                        | 1.17,4  | 18 oktober 1968   | Mexico-Stad    |
|     | Djurdjica Bjedov    | Joegoslavië                    | 1.17,7  | 18 oktober 1968   | Mexico-Stad    |
|     | Catie Ball          | Verenigde Staten               | 1.18,8  | 18 oktober 1968   | Mexico-Stad    |

### OntwikkelingEuropeesrecord
| Nr. | Naam                   | Land                           | Tijd    | Datum             | Plaats       |
| --- | ---------------------- | ------------------------------ | ------- | ----------------- | ------------ |
|     | Joelia Jefimova        | Rusland                        | 1.05,41 | 28 juli 2009      | Rome         |
|     | Joelia Jefimova        | Rusland                        | 1.05,80 | 27 april 2009     | Moskou       |
|     | Mirna Jukić            | Oostenrijk                     | 1.07,00 | 24 april 2009     | Wenen        |
|     | Sarah Poewe            | Duitsland                      | 1.07,10 | 19 april 2008     | Berlijn      |
|     | Anna Khlystunova       | Oekraïne                       | 1.07,27 | 27 maart 2007     | Melbourne    |
|     | Emma Igelström         | Zweden                         | 1.07,27 | 7 juli 2002       | Landskrona   |
|     | Ágnes Kovács           | Hongarije                      | 1.07,79 | 17 september 2000 | Sydney       |
|     | Silke Hörner           | Duitse Democratische Republiek | 1.07,91 | 21 augustus 1987  | Straatsburg  |
|     | Sylvia Gerasch         | Duitse Democratische Republiek | 1.08,11 | 21 augustus 1986  | Madrid       |
|     | Sylvia Gerasch         | Duitse Democratische Republiek | 1.08,29 | 23 augustus 1984  | Moskou       |
|     | Ute Geweniger          | Duitse Democratische Republiek | 1.08,51 | 25 augustus 1983  | Rome         |
|     | Ute Geweniger          | Duitse Democratische Republiek | 1.08,60 | 8 september 1981  | Split        |
|     | Ute Geweniger          | Duitse Democratische Republiek | 1.09,39 | 2 juli 1981       | Oost-Berlijn |
|     | Ute Geweniger          | Duitse Democratische Republiek | 1.09,52 | 9 april 1981      | Gera         |
|     | Ute Geweniger          | Duitse Democratische Republiek | 1.10,11 | 24 juli 1980      | Moskou       |
|     | Ute Geweniger          | Duitse Democratische Republiek | 1.10,20 | 26 mei 1980       | Maagdenburg  |
|     | Yuliya Bogdanova       | Sovjet-Unie                    | 1.10,31 | 22 augustus 1978  | West-Berlijn |
|     | Hannelore Anke         | Duitse Democratische Republiek | 1.10,86 | 22 juli 1976      | Montréal     |
|     | Hannelore Anke         | Duitse Democratische Republiek | 1.11,11 | 22 juli 1976      | Montréal     |
|     | Carola Nitschke        | Duitse Democratische Republiek | 1.11,93 | 2 juni 1976       | Oost-Berlijn |
|     | Renate Vogel           | Duitse Democratische Republiek | 1.12,28 | 1 september 1974  | Concord      |
|     | Christel Justen        | West-Duitsland                 | 1.12,55 | 23 augustus 1974  | Wenen        |
|     | Renate Vogel           | Duitse Democratische Republiek | 1.12,91 | 22 augustus 1974  | Wenen        |
|     | Renate Vogel           | Duitse Democratische Republiek | 1.13,74 | 5 september 1973  | Belgrado     |
|     | Renate Vogel           | Duitse Democratische Republiek | 1.13,79 | 18 augustus 1973  | Utrecht      |
|     | Galina Prozumenshikova | Sovjet-Unie                    | 1.14,7  | 18 april 1971     | Halle        |
|     | Galina Prozumenshikova | Sovjet-Unie                    | 1.15,4  | 3 april 1968      | Tallinn      |
|     | Galina Prozumenshikova | Sovjet-Unie                    | 1.15,7  | 17 juli 1966      | Leningrad    |
|     | Svetlana Babanina      | Sovjet-Unie                    | 1.16,5  | 11 mei 1965       | Tasjkent     |
|     | Svetlana Babanina      | Sovjet-Unie                    | 1.17,2  | 3 september 1964  | Moskou       |
|     | Klenie Bimolt          | Nederland                      | 1.18,0  | 8 augustus 1964   | Den Haag     |
|     | Barbara Göbel          | Duitse Democratische Republiek | 1.18,2  | 1 juli 1961       | Rostock      |
|     | Ursula Küper           | Duitse Democratische Republiek | 1.19,0  | 14 juli 1960      | Leipzig      |
|     | Wiltrud Urselmann      | West-Duitsland                 | 1.19,1  | 12 maart 1960     | Zürich       |
|     | Karin Beyer            | DDR                            | 1.19,6  | 12 september 1958 | Leipzig      |
|     | Karin Beyer            | DDR                            | 1.20,3  | 20 juli 1958      | Oost-Berlijn |
|     | Ada den Haan           | Nederland                      | 1.21,1  | 13 juli 1957      | Parijs       |
|     | Mary Kok               | Nederland                      | 1.14,6  | 5 april 1955      | Amersfoort   |
|     | Mary Kok               | Nederland                      | 1.15,0  | 27 februari 1955  | Velsen       |
|     | Mary Kok               | Nederland                      | 1.15,2  | 26 januari 1955   | Hilversum    |
|     | Mary Kok               | Nederland                      | 1.16,4  | 22 januari 1955   | Dordrecht    |
|     | Éva Székely            | Hongarije                      | 1.16,9  | 9 mei 1951        | Moskou       |
|     | Gisele Vallerey        | Frankrijk                      | 1.17,4  | 23 april 1950     | Casablanca   |
|     | Nel van Vliet          | Nederland                      | 1.18,2  | 28 april 1947     | Arnhem       |
|     | Nel van Vliet          | Nederland                      | 1.19,0  | 1 augustus 1946   | Den Haag     |
|     | Nel van Vliet          | Nederland                      | 1.19,4  | 29 juli 1946      | Aalst        |
|     | Gisela Grass           | nazi-Duitsland                 | 1.19,8  | 9 mei 1943        | Leipzig      |
|     | Hanni Hölzner          | nazi-Duitsland                 | 1.20,2  | 13 maart 1936     | Plauen       |
|     | Valborg Christensen    | Denemarken                     | 1.22,8  | 8 maart 1936      | Düsseldorf   |
|     | Hanni Hölzner          | nazi-Duitsland                 | 1.23,4  | 16 februari 1936  | Halle        |
|     | Hanni Hölzner          | Duitse Rijk                    | 1.24,5  | 15 januari 1935   | Kopenhagen   |
|     | Else Jacobsen          | Denemarken                     | 1.25,8  | 30 april 1933     | Kopenhagen   |
|     | Else Jacobsen          | Denemarken                     | 1.26,0  | 11 mei 1932       | Stockholm    |
|     | Else Jacobsen          | Denemarken                     | 1.26,2  | 10 april 1932     | Kopenhagen   |
|     | Lotte Mühe             | Weimarrepubliek                | 1.26,3  | 9 juni 1928       | Maagdenburg  |
|     | Else Jacobsen          | Denemarken                     | 1.26,6  | 27 augustus 1927  | Bergen       |
|     | Erna Huneus            | Weimarrepubliek                | 1.29,0  | 4 oktober 1925    | Aken         |
|     | Irene Gilbert          | Groot-Brittannië               | 1.31,8  | 30 oktober 1924   | Rotherham    |
|     | Doris Hart             | Groot-Brittannië               | 1.33,4  | 23 augustus 1922  | Aldershot    |
|     | E. Van Den Bogaert     | België                         | 1.37,6  | 22 juli 1921      | Brussel      |

### OntwikkelingNederlandsrecord
| Nr. | Naam                    | Club       | Tijd    | Datum            | Plaats       |
| --- | ----------------------- | ---------- | ------- | ---------------- | ------------ |
|     | Tes Schouten            | WVZ        | 1.07,12 | 11 maart 2018    | Oosterhout   |
|     | Moniek Nijhuis          | De Dolfijn | 1.07,18 | 3 april 2015     | Eindhoven    |
|     | Moniek Nijhuis          | De Dolfijn | 1.07,40 | 5 april 2013     | Eindhoven    |
|     | Moniek Nijhuis          | De Dolfijn | 1.07,41 | 17 april 2009    | Amsterdam    |
|     | Lia Dekker              | DZ&PC      | 1.07,67 | 11 april 2009    | Esbjerg      |
|     | Lia Dekker              | DZ&PC      | 1.08,54 | 10 april 2009    | Esbjerg      |
|     | Lia Dekker              | DZ&PC      | 1.08,92 | 28 maart 2009    | Drachten     |
|     | Lia Dekker              | DZ&PC      | 1.09,15 | 7 december 2008  | Eindhoven    |
|     | Lia Dekker              | DZ&PC      | 1.09,50 | 7 december 2008  | Eindhoven    |
|     | Moniek Nijhuis          | OZ&PC      | 1.09,51 | 8 juni 2007      | Eindhoven    |
|     | Madelon Baans           | De Kempvis | 1.09,67 | 31 juli 2002     | Berlijn      |
|     | Petra van Staveren      | De Steur   | 1.09,88 | 2 augustus 1984  | Los Angeles  |
|     | Petra van Staveren      | De Steur   | 1.10,79 | 25 augustus 1983 | Rome         |
|     | Petra van Staveren      | De Steur   | 1.11,64 | 5 augustus 1982  | Guayaquil    |
|     | Petra van Staveren      | De Steur   | 1.12,08 | 5 augustus 1982  | Guayaquil    |
|     | Petra van Staveren      | De Steur   | 1.12,39 | 8 september 1981 | Split        |
|     | Petra van Staveren      | De Steur   | 1.13,02 | 8 september 1981 | Split        |
|     | Maritzka van der Linden | Raket      | 1.13,20 | 11 augustus 1979 | Utrecht      |
|     | Maritzka van der Linden | Raket      | 1.13,97 | 19 juli 1979     | Amersfoort   |
|     | Maritzka van der Linden | Rotterdam  | 1.14,00 | 22 augustus 1978 | West-Berlijn |
|     | Wijda Mazereeuw         | Zwepho     | 1.14,05 | 19 augustus 1977 | Jönköping    |
|     | Wijda Mazereeuw         | Zwepho     | 1.14,18 | 23 juli 1975     | Cali         |
|     | Wijda Mazereeuw         | Zwepho     | 1.15,85 | 29 juni 1975     | Utrecht      |
|     | Wijda Mazereeuw         | Zwepho     | 1.16,76 | 22 augustus 1974 | Wenen        |
|     | Corrie Gramme-de Vos    | Het Y      | 1.17,4  | 30 maart 1974    | Praag        |
|     | Alie te Riet            | Zwemlust   | 1.17,4  | 19 april 1972    | Hannover     |
|     | Tineke Hofland          | Zian       | 1.17,8  | 19 april 1972    | Hannover     |
|     | Klenie Bimolt           | GZPC       | 1.18,0  | 8 augustus 1964  | Den Haag     |
|     | Klenie Bimolt           | GZPC       | 1.18,4  | 6 augustus 1964  | Den Haag     |
|     | Klenie Bimolt           | GZPC       | 1.19,0  | 14 juli 1963     | Parijs       |
|     | Klenie Bimolt           | GZPC       | 1.20,1  | 14 juli 1963     | Parijs       |
|     | Ada den Haan            | Het Gooi   | 1.21,1  | 13 juli 1957     | Parijs       |
|     | Nel van Vliet           | De Robben  | 1.21,2  | 29 juni 1946     | Amsterdam    |
|     | Jopie Waalberg          | ADZ        | 1.24,8  | 21 augustus 1937 | Londen       |

## Kortebaan (25 meter)

### Ontwikkeling wereldrecord
| Nr. | Naam           | Land             | Tijd    | Datum             | Plaats            |
| --- | -------------- | ---------------- | ------- | ----------------- | ----------------- |
|     | Alia Atkinson  | Jamaica          | 1.02,36 | 26 augustus 2016  | Chartres          |
|     | Alia Atkinson  | Jamaica          | 1.02,36 | 6 december 2014   | Doha              |
|     | Rūta Meilutytė | Litouwen         | 1.02,36 | 12 oktober 2013   | Moskou            |
|     | Rebecca Soni   | Verenigde Staten | 1.02,70 | 19 december 2009  | Manchester        |
|     | Leisel Jones   | Australië        | 1.03,00 | 14 november 2009  | Berlijn           |
|     | Leisel Jones   | Australië        | 1.03,72 | 26 april 2008     | Canberra          |
|     | Leisel Jones   | Australië        | 1.03,86 | 28 augustus 2006  | Hobart            |
|     | Leisel Jones   | Australië        | 1.04,12 | 27 augustus 2006  | Hobart            |
|     | Tara Kirk      | Verenigde Staten | 1.04,79 | 19 maart 2004     | College Station   |
|     | Leisel Jones   | Australië        | 1.05,09 | 28 november 2003  | Melbourne         |
|     | Emma Igelström | Zweden           | 1.05,11 | 16 maart 2003     | Stockholm         |
|     | Emma Igelström | Zweden           | 1.05,29 | 15 maart 2003     | Stockholm         |
|     | Emma Igelström | Zweden           | 1.05,38 | 6 april 2002      | Moskou            |
|     | Penelope Heyns | Zuid-Afrika      | 1.05,40 | 26 september 1999 | Durban            |
|     | Penelope Heyns | Zuid-Afrika      | 1.05,57 | 5 september 1999  | Johannesburg      |
|     | Sam Riley      | Australië        | 1.05,70 | 2 december 1995   | Rio de Janeiro    |
|     | Dai Guohong    | China            | 1.06,58 | 4 december 1993   | Palma de Mallorca |

- FINA erkent wereldrecords op de kortebaan (25 meter) sinds maart 1991.

### OntwikkelingEuropeesrecord
| Nr. | Naam                | Land    | Tijd    | Datum            | Plaats    |
| --- | ------------------- | ------- | ------- | ---------------- | --------- |
|     | Valentina Artemjeva | Rusland | 1.04,71 | 8 november 2008  | Moskou    |
|     | Joelia Jefimova     | Rusland | 1.04,95 | 16 december 2007 | Debrecen  |
|     | Emma Igelström      | Zweden  | 1.05,11 | 16 maart 2003    | Stockholm |
|     | Emma Igelström      | Zweden  | 1.05,29 | 15 maart 2003    | Stockholm |
|     | Emma Igelström      | Zweden  | 1.05,38 | 6 april 2002     | Moskou    |
|     | Emma Igelström      | Zweden  | 1.05,93 | 17 maart 2002    | Göteborg  |
|     | Emma Igelström      | Zweden  | 1.06,21 | 22 januari 2002  | Stockholm |
|     | Emma Igelström      | Zweden  | 1.06,61 | 6 januari 2002   | Durban    |
|     | Brigitte Becue      | België  | 1.06,87 | 28 maart 1998    | Parijs    |

### OntwikkelingNederlandsrecord
| Nr. | Naam                    | Club       | Tijd      | Datum             | Plaats      |
| --- | ----------------------- | ---------- | --------- | ----------------- | ----------- |
|     | Moniek Nijhuis          | De Dolfijn | 1.06,63   | 14 december 2008  | Rijeka      |
|     | Moniek Nijhuis          | De Dolfijn | 1.06,73   | 13 december 2008  | Rijeka      |
|     | Moniek Nijhuis          | De Dolfijn | 1.07,04   | 13 december 2008  | Rijeka      |
|     | Moniek Nijhuis          | De Dolfijn | 1.07,63   | 19 oktober 2008   | Aken        |
|     | Moniek Nijhuis          | OZ&PC      | 1.07,75   | 9 juni 2007       | Eindhoven   |
|     | Madelon Baans           | De Kempvis | 1.07,96   | 19 december 2002  | Eindhoven   |
|     | Madelon Baans           | De Kempvis | 1.08,28   | 15 december 2002  | Riesa       |
|     | Madelon Baans           | De Kempvis | 1.08,39   | 14 december 2002  | Riesa       |
|     | Linda Moes              | Eemsrobben | 1.08,51   | 6 maart 1988      | Emmen       |
|     | Linda Moes              | Eemsrobben | 1.09,32   | 22 februari 1987  | Emmen       |
|     | Petra van Staveren      | De Steur   | 1.09,88 1 | 2 augustus 1984   | Los Angeles |
|     | Petra van Staveren      | De Steur   | 1.10,49   | 26 februari 1984  | Zutphen     |
|     | Petra van Staveren      | De Steur   | 1.10,6    | 17 september 1983 | Sundern     |
|     | Petra van Staveren      | De Steur   | 1.10,79 1 | 25 augustus 1983  | Rome        |
|     | Petra van Staveren      | De Steur   | 1.10,7    | 28 november 1982  | Uden        |
|     | Maritzka van der Linden | Raket      | 1.10,9    | 25 augustus 1979  | Almkerk     |
|     | Maritzka van der Linden | Raket      | 1.12,81   | 4 maart 1979      | Amsterdam   |
|     | Maritzka van der Linden | Raket      | 1.13,07   | 4 maart 1979      | Amsterdam   |
|     | Maritzka van der Linden | Rotterdam  | 1.13,2    | 18 december 1976  | Volendam    |
|     | Wijda Mazereeuw         | Zwepho     | 1.13,53   | 14 februari 1976  | Antibes     |
|     | Wijda Mazereeuw         | Zwepho     | 1.14,18 1 | 23 juli 1975      | Cali        |
|     | Wijda Mazereeuw         | Zwepho     | 1.15,1    | 31 augustus 1974  | Huizen      |
|     | Corrie Gramme-de Vos    | Het Y      | 1.15,1    | 6 april 1974      | Siegen      |
|     | Alie te Riet            | Zwemlust   | 1.15,5    | 8 april 1972      | Den Haag    |
|     | Alie te Riet            | Zwemlust   | 1.16,1    | 26 februari 1971  | Bremen      |
|     | Klenie Bimolt           | GZPC       | 1.16,6    | 29 januari 1966   | Bremen      |
|     | Klenie Bimolt           | GZPC       | 1.16,7    | 7 maart 1964      | Bremen      |
|     | Klenie Bimolt           | GZPC       | 1.17,8    | 18 mei 1963       | Gent        |
|     | Nel van Vliet           | De Robben  | 1.18,2    | 28 april 1947     | Arnhem      |
|     | Nel van Vliet           | De Robben  | 1.19,0    | 1 augustus 1946   | Den Haag    |
|     | Nel van Vliet           | De Robben  | 1.19,4    | 29 juli 1946      | Aalst       |
|     | Nel van Vliet           | De Robben  | 1.21,2 1  | 29 juni 1946      | Amsterdam   |
|     | Nel van Vliet           | De Robben  | 1.21,2    | 3 maart 1946      | Amsterdam   |
|     | Alie Stijl              | De Meeuwen | 1.21,6    | 10 januari 1940   | Amsterdam   |
|     | Jopie Waalberg          | ADZ        | 1.22,6    | 3 oktober 1937    | Gent        |
|     | Jopie Waalberg          | ADZ        | 1.23,8    | 20 maart 1937     | Den Haag    |
|     | Gre Brouwers            | RDZ        | 1.24,8    | 6 maart 1936      | Parijs      |
|     | Gre Brouwers            | RDZ        | 1.25,2    | 8 februari 1936   | Rotterdam   |
|     | Jenny Kastein           | HDZ        | 1.26,2    | 26 februari 1932  |             |
|     | Fransje Hessel          | Het Y      | 1.27,6    | 16 november 1932  |             |
|     | Coba Huybers            | Het Y      | 1.27,8    | 17 september 1932 |             |
|     | Marie Baron             | ODZ        | 1.28,0    | 28 november 1928  | Den Haag    |
|     | Marie Baron             | ODZ        | 1.31,0    |                   | Den Haag    |

1 = Gezwommen op langebaan. Indien tijd op langebaan sneller is dan tijd op kortebaan dan geldt de eerste als officieel record.